# 入江伸光
入江 伸光（いりえ のぶあき、1962年（昭和37年） - ）は、日本の教師、歌手。
大阪府出身。1986年から88年にかけて福岡伝道部で専任宣教師として奉仕後、ブリガム・ヤング大学（米国）を卒業。帰国後は英語を教えるかたわら、教会での音楽活動にも精力的に取り組み、日本のキリスト教音楽ミュージシャンの先駆け的な存在となっている。1991年にファーストアルバム「光として下さい」をリリースし、現在までに9作品を発表した。2011年にデビュー20周年を迎え、最新アルバム「I WILL SING 私は歌う」をリリースした。

## ディスコグラフィ
アルバム
- 光としてください（1991年）
- 愛に導かれるとき（1992年）
- Extending Light～伸びる光（1993年）
- われらは天の王に
- 本当の友達（1996年）
- 見いだそうマイフレンド（2000年）
- 主への祈り（2004年）
- No Greater Joy（2008年）
- I WILL SING 私は歌う（2011年）